# Кварковая модель

Пион-нуклонное взаимодействие и его простейшая кварковая модель

Кварковая модель — в физике элементарных частиц классификационная схема адронов с точки зрения их валентных кварков — кварков и антикварков, порождающих квантовые числа адронов.

## Описание
Согласно этой модели, все сильно взаимодействующие частицы (мезоны, барионы, резонансные частицы) состоят из особых «субчастиц» с дробными электрическими зарядами — кварков трёх типов, а также соответствующих античастиц (антикварков).
Кварковая модель описывает известные адроны как составленные из свободных (валентных) кварков и/или антикварков, крепко связанных сильным взаимодействием, которое переносится глюонами. В каждом адроне также содержится «море» виртуальных кварк-антикварковых пар.
Кварковая модель предсказывала, что при аннигиляции высокоэнергетических электрона и позитрона будут рождаться не сами адроны, а сначала пары кварк-антикварк, которые потом уже превращаются в адроны. Результат расчёта течения такого процесса напрямую зависел от того, каков заряд рождённых кварков. Эксперимент полностью подтвердил эти предсказания.
Р. Пайерлс относит кварковую модель элементарных частиц после её появления к феноменологическим моделям, второму типу математических моделей. После кварковая модель постепенно переходила в разряд гипотез.
Кварковая модель с позиций взаимодействия кварков между собой при помощи глюонов хорошо объясняет расщепление масс между членами декуплета {\displaystyle \Delta ^{-}-\Sigma ^{-}-\Xi ^{-}-\Omega ^{-}}.
Кварковая модель хорошо объясняет расщепление масс между {\displaystyle \Xi ^{-}-\Xi ^{0}}.
Кварковая модель предсказывает для отношения магнитных моментов протона и нейтрона величину {\displaystyle {\frac {\mu _{P}}{\mu _{N}}}=-{\frac {3}{2}},} что находится в хорошем соответствии с экспериментальным значением −1,47. Для отношения магнитных моментов гиперона и протона теория кварков предсказывает величину {\displaystyle {\frac {\mu _{\Lambda }}{\mu _{P}}}=-{\frac {1}{3}}}, что также находится в хорошем соответствии с экспериментальным значением −0,29 ± 0,05.
Исторически барионное число было определено задолго до того, как установилась сегодняшняя кварковая модель.
Из кварковой модели ясно, что каоны формируют два изоспиновых дублета; то есть они принадлежат к фундаментальному представлению группы SU(2), называемому 2. Один дублет со странностью +1 и изоспином +1/2 содержит K+ и K0. Античастицы формируют второй дублет со странностью −1 и изоспином −1/2.
Для описания внутренних свойств адронов требуются непертурбативные подходы. Среди них есть и разнообразные локальные и нелокальные кварковые модели, основанные как на квантовой хромодинамике, так и на феноменологии. Данная модель, модель типа Намбу-Йона-Лазинио (в ней исключены глюоны), получила развитие и позволила описать свойства скалярных, псевдоскалярных и векторных мезонов, включая их основные состояния, а также первые радиальные возбуждения. На её основе были предсказаны массы скалярных мезонов, массы первых радиальных возбуждений псевдоскалярных и векторных мезонов.
Евгений Левин и Леонид Франкфурт развили идею конституэнтной кварковой модели для адронов. Данная модель была с успехом подтверждена экспериментально.
После экспериментального обнаружения скейлинга Бьоркена, подтверждения кварковой модели и асимптотической свободы в квантовой хромодинамике, партоны были отождествлены с кварками и глюонами, составляющими адроны.
Некварковые модели мезонов включают в себя экзотические мезоны, которые имеют набор квантовых чисел, невозможный в рамках кварковой модели. Обычно каждый мезон в рамках кварковой модели появляется в виде SU(3) ароматического нонета — октет и ароматический синглет. Оказывается, что глюбол — дополнительная частица вне нонета. Вопреки кажущейся простоте счета определение любого полученного состояния как глюбола, тетракварка или гибридного мезона остается неясным и умозрительным даже сегодня. Даже когда существует согласие о том, что одно из нескольких состояний является одним из таких мезонов за рамками кварковой модели, степень смешивания и точная классификация связаны с неопределённостями. Также проводится значительная экспериментальная работа для определения квантовых чисел каждого состояния и проверки точности полученных результатов. В итоге все определения за рамками кварковой модели являются неопределенными и умозрительными. Ниже рассматривается подробнее ситуация на конец 2004 года.
Кандидат на классификацию как глюбол
f0(1370) и f0(1500) не могут являться мезонами в рамках кварковой модели, поскольку один из них — дополнительная частица к мезонному нонету. Рождение состояния с большей массой в 2 фотонных реакциях, таких, как реакции 2γ → 2π или 2γ → 2K, не наблюдается. Распады также дают некоторые основания полагать, что один из них является глюболом.

## История
Сёити Саката предложил модель Сакаты, предшествующую кварковой модели.
Кварковая модель была независимо предложена физиками М. Гелл-Манном и Дж. Цвейгом (см. также) в 1964 году. В том числе существование d-кварков впервые было предсказано в 1964 г., когда Гелл-Манн и Цвейг разработали кварковую модель.
В кварковой модели частица Δ++(1232) составлена из трех u-кварков со спинами, ориентированными в одном направлении, причем орбитальный момент их относительного движения равен нулю. Все три кварка в таком случае должны находиться в одном и том же квантовом состоянии, а так как кварк является фермионом, подобная комбинация запрещается принципом исключения Паули. В 1965 году Н. Н. Боголюбов, Б. В. Струминский и А. Н. Тавхелидзе, и также Хан Мо Ён совместно с Йоитиро Намбу и О. Гринберг) независимо друг от друга решили эту проблему, предположив, что кварк обладает дополнительными степенями свободы калибровочной группы SU(3), позже названными «цветовыми зарядами». На необходимость приписать кваркам дополнительное число было указано Б. В. Струминским в препринте от 7 января 1965 года.
Результаты работы Н. Н. Боголюбова, Б. Струминского и А. Н. Тавхелидзе были представлены в мае 1965 года на международной конференции по теоретической физике в Триесте. Йоитиро Намбу представил свои результаты осенью 1965 года на конференции в США.
Хан и Намбу отметили, что кварк взаимодействует через октет векторных калибровочных бозонов, названных глюонами (англ. glue «клей»).
Вскоре кварки были признаны основополагающими элементарными объектами, из которых состоят адроны. Современная теория взаимодействия кварков называется квантовой хромодинамикой (КХД) и основывается на работах М. Гелл-Мана. Кварковая модель является частью КХД и оказалась достаточно прочной, чтобы пережить открытие кварковых ароматов.
Термин «аромат» впервые появился в кварковой модели адронов в 1970 году.
Кварковая модель была признана физическим сообществом в 1976 году.

## Трёхкварковая модель
Стандартная кварковая модель (также называется наивной кварковой моделью и кварковой моделью Гелл-Манна — Цвейга): данная модель предусматривает, что барион состоит из трёх так называемых валентных кварков и из «моря» виртуальных кварк-антикварковых пар и виртуальных глюонов. Пентакварки не рассматриваются. Адроны, не вписывающиеся в рамки этой модели, называются экзотическими.

## Состояния вне кварковой модели
Несмотря на то, что кварковая модель выводится из теории квантовой хромодинамики, структура адронов более сложна, чем учитывает эта модель. Полная квантовая механика волновой функции любого адрона должна включать виртуальные пары кварков, а также виртуальные глюоны, и допускает множество смешений. Могут быть адроны, которые лежат вне кварковой модели. Среди них глюонии (которые содержат только валентные глюоны), «гибриды»(которые содержат валентные кварки, а также глюоны) и «экзотические адроны» (такие как тетракварки или пентакварки).